# Tratado de Nvarsak

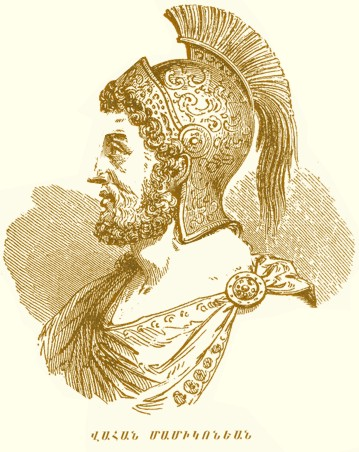
Vahan Mamikonyan

El tratado de Nvarsak fue firmado entre el general armenio Vahan Mamikonian y los representantes del rey sasánida Balash en Nvarsak en 484. Este tratado aseguró la autonomía y libertad religiosas en Armenia.
Las condiciones del tratado eran:
1. Todos los altares del fuego (zoroastristas) en Armenia tenían que ser destruidos y no se construirían nuevos.[3]
2. Los cristianos en Armenia tendrían libertad de adoración y las conversiones al zoroastrianismo se detendrían.[4]
3. No se otorgaría tierras a conversos al zoroastrianismo
4. El rey persa debía, en persona, administrar Armenia con la ayuda de gobernadores o diputados.[4]

Siguiendo el tratado, Vahan Mamikonian fue nombrado gobernador de la provincia persa de Armenia.